# OVERWERK
OVERWERK（本名：エドモンド・ハッザー、Edmond Etien Huszar, 1989年 - ）は、2010年から活動中のカナダのDJおよびグラフィックデザイナーである。出身はロンドン。

## 経歴
2011年11月に初のアルバム『The Nth º』をリリース。翌2012年11月には2作目のアルバム『After Hours』をリリースし、収録曲である『Daybreak』がGoProのアクションカメラ、HERO 3のプロモーションビデオに採用された。その後、イタリアのVOGUEのコマーシャルや、シミュレーションゲームの『ザ・シムズ4』で彼の音楽が採用されるなどしてその知名度を上げている。
実際に彼の音楽はグッチ、プラダ、VOGUE、ランボルギーニ、GoPro、エレクトロニック・アーツ、フォーチュン(アメリカの雑誌)などの企業にライセンス供与されている。

## ディスコグラフィー

### アルバム
- The Nth º (2011年)
- After Hours (2012年)
- Conquer (2013年)
- Canon (2015年)

### シングル
- House (feat. Nick Nikon) (2012年)
- 12:30(2013年)
- After Hours (EP Piano Medley) (2013年)
- Matter (2013年)
- Linkin Park - Faint (OVERWERK Remix) (2014年)
- Clean Bandit - Rather Be ft. Jess Glynn (OVERWERK Remix) (2014年)
- Exsit (Original mix & Club mix)(2014年)
- I Feel Better (Feat. Nick Nikon) (2015年)
- Toccata (2015年)
- Create (2015年)
- Move Your Body (Sia Cover) ft. MARS(2016年)
- Gwen Stefani - WYWF (OVERWERK Remix) (2016年)